# 黄纪达新闻奖
拿督黄纪达新闻奖(Datuk Wong Kee Tat Journalism Awards)是马来西亚华文报报坛一年一度的盛事。
这个由马来西亚华文报刊编辑人协会（简称编协）于1983年创办，並以當年商界名人黃紀達先生命名之，于1984年第一次颁发的新闻奖，是給予肯定和奖励杰出华文报章新闻工作者的卓越贡献。

## 拿督黃紀達新聞獎獎項
1.拿督斯裡莊智雅新聞事業服務精神獎
2.丹斯裡吳德芳新聞報導獎
3.丹斯裡葉永松報導文學獎
4.丹斯裡張德麟評論獎
5.拿督黃紀達編輯獎（新聞／副刊）
6.拿督陳良民新聞攝影獎
7.拿督高程祖財經新聞報導獎
8.拿督鄺漢光體育新聞報導獎
9.拿督李益輝旅遊報導獎

## 歷屆頒獎地點
2010年度頒獎, 八打灵再也晶冠酒店（Crystal Crown Hotel PJ）, 2011年10月14日

## 批评
网媒《独立新闻在线》评论，自砂拉越伐木大亨张晓卿垄断西马中文报业之后，黄纪达新闻奖已沦为张晓卿的世界华文媒体集团（世华媒体集团）成员排排坐分猪肉的平台，即由同一家报社、同一集团报系独领风骚的现象。在张晓卿垄断中文报业之后，该集团底下不同的报纸经过重新定位，使各别报纸偏重某类内容，令该集团获得奖项的机率会比其他报社高。